# Benjamin B. Redding
 (mars 2019).
Si vous disposez d'ouvrages ou d'articles de référence ou si vous connaissez des sites web de qualité traitant du thème abordé ici, merci de compléter l'article en donnant les références utiles à sa vérifiabilité et en les liant à la section « Notes et références ».
Pour les articles homonymes, voir Redding.
Benjamin Barnard Redding (17 janvier 1824, Nouvelle-Écosse – 21 août 1882, San Francisco) est un homme politique américain d'origine canadienne, également expert foncier pour la Central Pacific Railroad. Il fut l'élu du quinzième district à l'Assemblée de Californie de 1853 à 1854. La ville de Redding lui doit son nom.
En 1849, Redding partit à la tête d'un petit groupe d'homme pour participer à la ruée vers l'or en Californie. Il prit le bateau à Yarmouth et arriva le 12 mai 1850 à destination. Redding prospecta le long de la Yuba River puis devint mineur dans le comté d'El Dorado.
Il fut maire de Sacramento dans l'année 1856.